# Плужников, Данил Владимирович
Дани́л Влади́мирович Плу́жников (род. 26 января 2002, Сочи, Россия) — российский певец. Победитель третьего сезона проекта «Голос. Дети». Многократный участник и лауреат российских и международных музыкальных конкурсов и премий, среди них: Премия президента Российской Федерации по поддержке талантливой молодежи; Международная Премия «Филантроп» 2016; Именная премия Губернатора Краснодарского края и мэра города Сочи; Лауреат Всероссийской общественно-государственной инициативы «Горячее сердце»; Премия «Преодоление» имени Н. А. Островского. В 2016 году Данил был назван «Сокровищем культуры нации».

## Биография
Данил Плужников родился в музыкальной семье, где мама Ирина Владимировна имеет музыкальное образование, а отец Владимир Захарович в молодости увлекался музыкой. Диагноз «Спондилоэпифизарная дисплазия верхних и нижних конечностей», был поставлен в 10 месяцев — это сложное системное заболевание костей. В 2009 году Данилу в Центре Илизарова (Курган) устранили деформацию конечностей и увеличили рост с помощью аппарата Илизарова на 6 см.
В четыре года родители заметили, что Данилу нравится петь, и он стал также заниматься и вокалом. Петь начал с шести лет. Обучался в двух музыкальных школах по классу «вокал» и по классу «синтезатор». Помимо вокала увлекается инструментальной музыкой и сам сочиняет композиции. В 2018 году окончил музыкальную школу в Сочи с красным дипломом и после девятого класса поступил в Государственное музыкальное училище эстрадного и джазового искусства обучаться по специальности «Эстрадное пение». Ещё до победы в «Голос. Дети» у Данила была активная музыкальная жизнь, лауреат многих конкурсов, в 2014—2015 годах он становился лауреатом 1-й степени 18 раз. После победы музыкальная деятельность стала ещё активней.
В июле 2016 г. совместно с группой «Кипелов», выступил на сцене рок-фестиваля «Нашествие-2016». В том же месяце выступил на музыкальном фестивале Ольги Кормухиной «Дорога Добрых Дел». В сентябре 2016 выступил совместно с Димой Биланом на международном конкурсе молодых исполнителей популярной музыки «Новая волна-2016» с песней Олега Газманова «МАМА». Выступление приобрело большую популярность. Позднее артисты исполняли данную композицию на юбилейном концерте Олега Газманова «Мне 65».
В июле 2017 года вышел второй сингл на авторскую песню Данила «Пилигрим».
После проекта Данил начал выступать не только на площадках других известных исполнителей и международных музыкальных конкурсах и фестивалей, но также давать свои сольные концерты: Первый сольный концерт Данила, прошёл в родном городе Сочи в марте 2017 года, в возрасте 15 лет; Второй сольный концерт состоялся в том же году в июле в Сочи; Третий сольный концерт прошёл в октябре 2017 в Екатеринбурге.
В январе 2017 года юный артист впервые выступил на сцене Государственного Кремлёвского Дворца на XXV Международных Рождественских образовательных чтениях. В августе 2017 года выступил на сцене Кремля в Финале «Ты супер!».
В июне 2018 года совсместно с группой «The Bohemians» выступил на Фестивале болельщиков FIFA, Москва, Воробьевы горы.
В августе 2018 года Данил выпустил свой первый клип «All of me», кавер на песню John Legend.
Публикации в музыкальных журналах: Лучшие юные вокалисты и педагоги России, журнал «Я пою»; Израиль, издание Glamur «Данил Плужников — маленький человек с большим сердцем». Уже в 16 лет Данила приглашают в состав жюри музыкальных конкурсов. Так в октябре 2018 года Данил возглавил жюри конкурса российский исполнителей «Поющие острова». В январе 2018 вошёл в состав конкурса искусств «Особые таланты» — 2018. Опросы на интернет-ресурсах: В 2016 году Данил стал победителем «Горцы года — 2016» в номинации «Надежда»; В 2018 году стал победителем Премии «На Благо мира» в номинации «Популярная Песня» с авторской песней «Пилигрим».

## Голос. Дети
Данил Плужников стал победителем шоу «Голос. Дети (Россия, сезон 3)».
Таблица участия в телеконкурсе «Голос. Дети» (3-й сезон)
| Раунд                | Песня                 | Оригинальный исполнитель | Дата трансляции | Результат                        |
| -------------------- | --------------------- | ------------------------ | --------------- | -------------------------------- |
| Слепые прослушивания | «Два орла»            | Олег Газманов            | 11 марта 2016   | Повернулся наставник Дима Билан. |
| Поединки             | «Эх, дороги»          | Иван Шмелёв              | 1 апреля 2016   | Прошёл в раунд «Песня на вылет». |
| Песня на вылет       | «Два орла»            | Олег Газманов            | 1 апреля 2016   | Прошёл в финал.                  |
| Финал                | «Нас бьют, мы летаем» | Алла Пугачева            | 29 апреля 2016  | Прошёл в суперфинал.             |
| Суперфинал           | «Я Свободен»          | Валерий Кипелов          | 29 апреля 2016  | Победил.                         |

После победы в шоу «Голос. Дети (Россия, сезон 3)» под лейблом Universal Music (крупнейшая в мире компания звукозаписи) был записан первый сингл Данила на песню Олега Газманова «Два Орла».
Выступление с песней «Два Орла» вошло в топ-10 самых ярких слепых прослушиваний конкурса во всех странах мира в 2016 году.
В 2017 году стал репортёром V на телешоу «Голос. Дети» (4-й сезон).
В июле 2017 года принял участие в юбилейном концерте «Голос» посвященный пятилетию проекта.
В апреле 2018 года с песней «Нас бьют, мы летаем» выступил на юбилейном концерте «Голос. Дети. 5 лет» (Первый канал).
В мае 2019 года выступил с победителями всех сезонов в спецвыпуске на телешоу Голос. Дети-6.

## Сотрудничество
- В апреле 2016 года поддержал Международный благотворительный фестиваль «АНГЕЛЫ ПРИРОДЫ». Где выступил совместно с Олегом Газмановым на пресс-конференции, посвященной открытию проекта[16].
- Принял участие в социальном проекте Игоря Матвиенко «ЖИТЬ»[17]. По данным InterMedia социальный ролик «Жить» приобрел большую известность и бьет рекорды просмотров на YouTube.
- В сентябре 2016 года выпуск социального ролика компанией «Макдоналдс» и благотворительным фонд «Дом Роналда Макдоналда» с участием Данила об открытии детской игровой площадки для детей с ограниченными возможностями[18].
- В сентябре 2017 года выступил делегатом в поддержку «Первого Всемирного конгресса людей с инвалидностью» прошедшем в Екатеринбурге, её участниками стали более 700 делегатов из 28 стран[19].
- В октябре 2017 года при участии мэрии г. Мерсин и «Фонда развития г. Мерсин» принял участие в «Международном Фестивале Безбарьерного Искусства г. Мерсин», Турция.
- В декабре 2017 года принял участие в благотворительном проект «Ты уникален», созданный компанией Disney вместе с певицей Зарой, в поддержку талантливых людей с ограниченными возможностями[20]. В рамках проекта выступал в штаб-квартире ЮНЕСКО в Париже.
- В октябре 2018 года при участии мэрии г. Мерсин и «Фонда развития г. Мерсин» во второй раз принял участие в «Международном Фестивале Безбарьерного Искусства г. Мерсин», Турция.

## Синглы
| Год  | Название                                                                 |
| ---- | ------------------------------------------------------------------------ |
| 2017 | «Два орла» - Выпущен: 28 апреля 2017 г. - Лейбл: Universal Music - Кавер |
| 2017 | «Пилигрим» - Выпущен: 18 июля 2017 г. - Авторская песня                  |

## Песни (кавер-версии)
| Год  | Название                     |
| ---- | ---------------------------- |
| 2017 | «Я здесь»                    |
| 2017 | «Танцы на стеклах»           |
| 2016 | «Нас бьют, мы летаем»        |
| 2016 | «Я свободен»                 |
| 2016 | «Мама»                       |
| 2016 | «Синяя вечность»             |
| 2016 | «Главная Профессия»          |
| 2016 | «Песня счастливого человека» |
| 2016 | «Гимн России»                |
| 2016 | «Песня друзей»               |
| 2015 | «Дорога без конца»           |

Песни, исполненные совместно с другими исполнителями:
| Год  | Название                                                                |
| ---- | ----------------------------------------------------------------------- |
| 2018 | «Нас бьют, мы летаем» - А. Спиридонова, Д.Плужников.                    |
| 2017 | «Нас бьют, мы летаем» - Зара, Д.Плужников.                              |
| 2016 | «Я свободен» - В.Кипелов, Д.Плужников.                                  |
| 2016 | «Эх, дороги» - Д.Нурутдинов, Д.Плужников, Е.Кабаева.                    |
| 2016 | «МАМА» - Д.Билан, Д. Плужников.                                         |
| 2016 | «Нас учили быть птицами» - В.Брендаус, Д.Плужников.                     |
| 2016 | «Лизавета» - В.Кипелов, Д.Плужников.                                    |
| 2016 | «I Want To Break Free» - группа «The Bohemians», Д.Плужников.           |
| 2016 | «Я Тебя Помню» - Д.Билан, Я.Дегтярёва, М.Панюкова,А.Филин, Д.Плужников. |

## Клипы
| Год  | Название                                 |
| ---- | ---------------------------------------- |
| 2019 | PYLLLYGRIM Данил Плужников — Пилигрим*   |
| 2018 | «All of me» - кавер на песню John Legend |
| 2017 | «ЖИТЬ» - Проект И.Матвиенко.             |
| 2017 | «Мы все равны» - хор «Дети земли»        |

## Награды
- Победитель проекта «Голос. Дети» (Россия, сезон 3)[1].
- Лауреат премии президента Российской Федерации по поддержке талантливой молодежи.
- Лауреат Всероссийской общественно-государственной инициативы «Горячее сердце».
- Международная Премия «Филантроп» 2016 за выдающиеся достижения инвалидов в области культуры и искусства.
- Премия «Преодоление» имени Н. А. Островского «За мужество, крепость духа и творческие успехи» (Москва, 1.12.2016 г.).
- Победитель Премии «На Благо мира» в номинации «Популярная Песня» с авторской песней «Пилигрим».

## Фильмография
- Данил Плужников — музыкант, волонтер, «автогонщик», человек неограниченных возможностей[24]
- Данил Плужников в документальном фильме «Голос. Дети-3. На самой высокой ноте»[25]
- «В гостях у Данила Плужникова. Пока все дома»[26]
- Данил Плужников в программе «СЛОВО», телеканал СПАС[27]
- «Крупным Планом»: В гостях Данил Плужников![28]
- Данил Плужников: о Боге, харизме и единственном друге | DISLIFE[29]

## Интересный факт
В апреле 2016 года поклонниками творчества юного артиста была официально внесена запись в «Международный каталог небесных тел» РОСКОСМОСА, о присвоении звезды в созвездии «Орла» имени — Плужников Данил.